# Cuando me enamoro
Cuando me enamoro è un brano musicale Latin pop scritto ed interpretato dal cantante spagnolo Enrique Iglesias, e pubblicato come primo singolo dell'album Euphoria. Il brano figura il featuring del cantante dominicano Juan Luis Guerra ed è stato utilizzato come sigla della telenovela Cuando me enamoro interpretata da Silvia Navarro e Juan Soler.

## Tracce
Digital download
1. Cuando me enamoro featuring Juan Luis Guerra - 3:51

## Classifiche
| Classifica (2010)       | Posizione più alta |
| ----------------------- | ------------------ |
| Spagna                  | 8                  |
| Stati Uniti             | 89                 |
| Stati Uniti (latin)     | 1                  |
| Stati Uniti (latin pop) | 1                  |
| Venezuela               | 54                 |